# ウィズマート
ウィズマート（with mart）は東和システムが北海道札幌市に展開する食品専門のスーパーマーケット。キャッチフレーズは、「毎日新鮮!あなたのそばに。」。全日食チェーン加盟。

## 概要
イオン札幌手稲山口ショッピングセンター開業後に閉店した、「パルティなんまる山口店」跡にウィズマート山口店が開業した。
東和システムは寿司店のチェーン店「魚一心」などを運営する企業であり、もともと同地も寿司工場とする計画だったが、手稲山口団地の住民から食品スーパーの要望があったため、ウィズマートを開店させた。魚一心グループが食品スーパー業界に進出するのは初めてのことで、1号店（山口店）の経営状況を見て、北海道内に2号店を開業させる構想もある。
- 2007年8月 - ウィズマート山口店開業。
- 2014年3月22日 - ウィズマート丘珠店開業[1]。
- 時期不詳 - ウィズマート山口店閉店[注 1]。

## 店舗

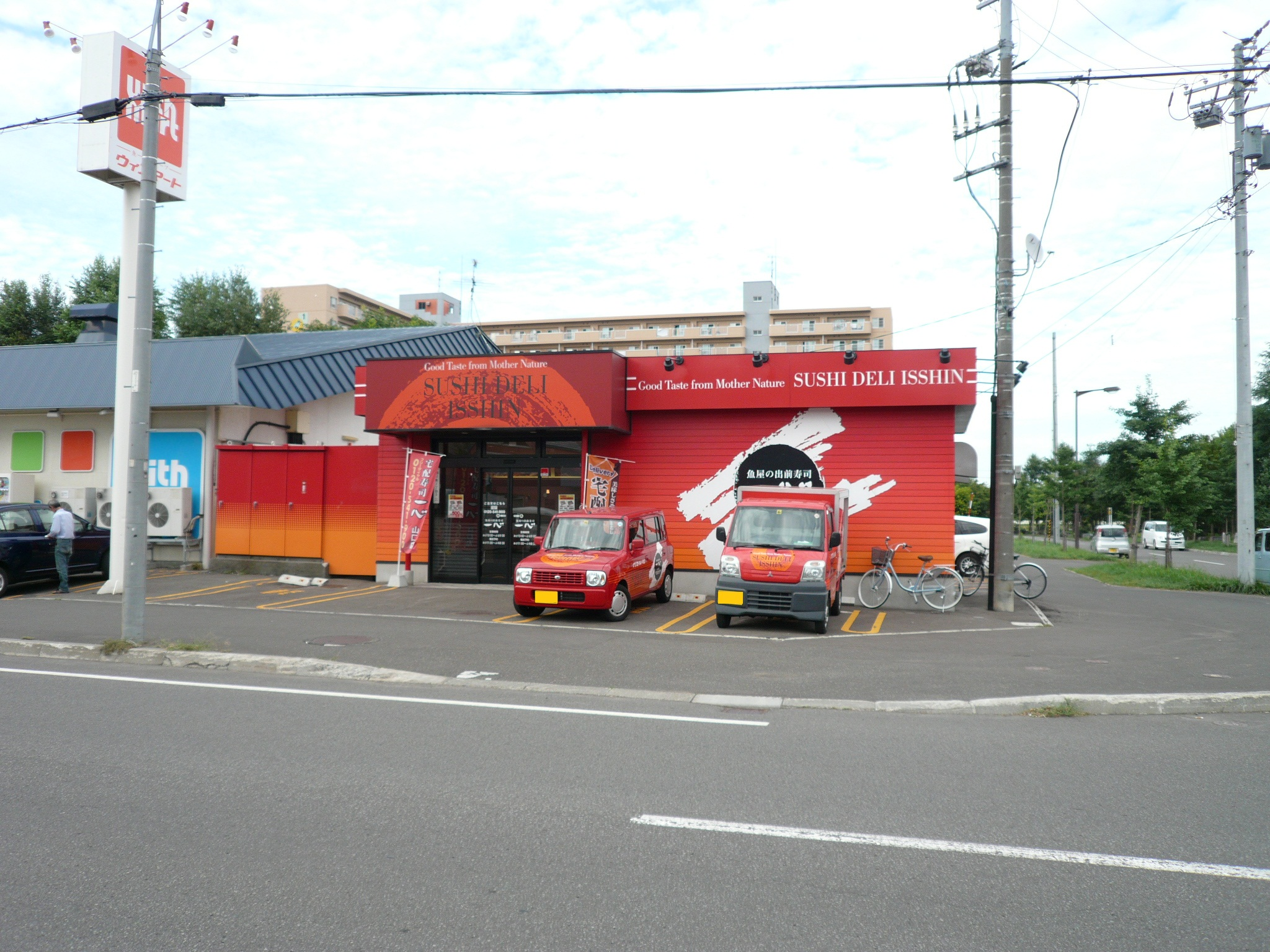
出前専門一心山口店（2010年8月）

- ウィズマート丘珠店 - 北海道札幌市東区北丘珠3条1丁目21-15
  - 店舗面積約250m2[1]。

### 閉店店舗
- ウィズマート山口店 - 北海道札幌市手稲区曙11条1丁目3-15
  - 店舗面積572.53m2。
  - 同社による出前寿司店「出前専門一心山口店」も隣接していたものの閉店。